# Юнацька збірна Тунісу з футболу (U-17)
Юнацька збірна Тунісу з футболу (фр. Équipe de Tunisie de football des moins de 17 ans, араб. إنشاء منتخب تونس لكرة القدم تحت 17 سنة) — футбольна збірна, що складається з гравців віком до 17 років, яка представляє Туніс у міжнародних матчах і на турнірах з футболу. Контролюється Федерацією футболу Тунісу.

## Статистика

### Юнацький чемпіонат Африки
- 1995 — Груповий етап
- 1997–2005 — не кваліфікувались
- 2007 — 4 місце
- 2009–2011 — не кваліфікувались
- 2013 — 3 місце
- 2015–2017 — не кваліфікувались

## Юнацький чемпіонат світу
- 1985–1991 — не кваліфікувались
- 1993 — Груповий етап
- 1995–2005 — не кваліфікувались
- 2007 — 1/16 фіналу
- 2009–2011 — не кваліфікувались
- 2013 — кваліфікувались
- 2015–2017 — не кваліфікувались